# We Young
We Young (с англ. — «Мы Молодые») — первый мини-альбом южнокорейского бой-бенда NCT Dream третьего юнита NCT. Альбом был выпущен 17 августа 2017 года лейблом SM Enertainment при поддержке Genie Music. Мини-альбом включает в себя в общей сложности шесть треков и одноимённый заглавный сингл. Это был второй и заключительный выпуск альбома, в котором не участвовал Джемин из-за проблем со здоровьем.

## Концепт
Ведущий сингл «We Young» — это танцевальный трек в стиле тропического дома. Альбом содержит пять других песен, «La La Love», «Walk You Home», «My Page», «Trigger The Fever» и китайскую версию «We Young», которая вращается вокруг темы молодой любви и других проблем, с которыми сталкиваются подростки.

## Промоушен
NCT Dream провели своё выступление 16 августа 2017 года в Gyeonggi-do Ilsan Hyundai Motor Studio Goyang; где они исполнили заглавную песни «We Young». Юнит выступил на M! Countdown.

## Трек-лист
| №  | Название                                                        | Текст песни                                  | Музыка                                | Аранжировка | Длительность |
| -- | --------------------------------------------------------------- | -------------------------------------------- | ------------------------------------- | ----------- | ------------ |
| 1. | «We Young»                                                      | Kenzie                                       | Kenzie LDN Noise Ylva Dimberg         |             | 3:44         |
| 2. | «La La Love»                                                    | Shin Agnes (MonoTree) Mark                   | David Amber Noel Cohen Devyn Rush     |             | 3:01         |
| 3. | «Walk You Home (같은 시간 같은 자리; gateun sigan gateun jari)» | Seo Ji-eum Mark                              | David Fremberg Onestar Allison Kaplan |             | 2:55         |
| 4. | «My Page»                                                       | Min Yeon-jae Mark                            | Coach & Sendo Andrew Choi             |             | 3:46         |
| 5. | «Trigger The Fever»                                             | 100%Seo-jung Hwang Ji-won (Jam Factory) Mark | David Amber Andy Love                 | Hitchiker   | 3:26         |
| 6. | «We Young (青春漾; qing chun yang)»                             | Wang Jung-woon                               | Kenzie LDN Noise Ylva Dimberg         |             | 3:44         |